# ميراث الغضب (فلم)
فيلم انتج سنة 1986 في هونغ كونغ من بطولة براندون لي وبولو يونغ وهو فيلم حركة وكذلك استعمل فيه أسلوب الكونغ فو

## القصة
بطل الفيلم براندون لي يعمل نادل ويتعرف على فتاة اسمها ماي فيقعان في الحب ويتورط لي مع عصابة تتاجر في المخدرات فتقتل حبيبته ماي لكن براندون استطاع أن يصل إلى زعيم العصابة ويقتله بعد أن قتل رجاله أثناء اشتباكهم

## تمثيل
- براندون لي بدور براندون ما
- مايكل وانغ بدور مايكل وان
- رجينا كنت بور ماي
- بولو يونغ بدور توغ

## وصلات خارجية
- مقالات تستعمل روابط فنية بلا صلة مع ويكي بيانات